# 王僧弁
王 僧弁（おう そうべん、生年不詳 - 承聖4年9月27日（555年10月27日））は、南北朝時代の南朝梁の将軍。字は君才。太原郡祁県の人。本来の表記は王僧辯。

## 生涯
天監年間（502年 - 519年）に、父の王神念に従って北魏から梁へ亡命。湘東王蕭繹に仕え湘東国左常侍・竟陵郡太守となる。太清2年（548年）、侯景の乱が起き、梁は大混乱となるが、王僧弁は蕭繹に仕え、大宝元年（550年）河東王蕭誉を討伐した功により、左衛将軍ついで領軍将軍となる。翌年さらに大都督に進み、江州で陳霸先と同盟し、巴陵の地で侯景を破る。大宝3年（552年）には侯景軍の支配下にあった首都建康を奪還するが、軍兵らの大規模な略奪により名声を失う。侯景は逃亡の途中、殺された。
侯景の乱鎮圧および建康陥落の功が認められ、永寧郡公ついで鎮衛将軍・尚書令となり、江陵にとどまっていた蕭繹を皇帝として擁立する（元帝）。さらに西征を行い、湘州の陸納や、皇帝を私称した益州の武陵王蕭紀（元帝の弟）を討伐。また、北斉の軍も撃退し、太尉・車騎大将軍となる。
かつて王僧弁に敗れた蕭誉の弟の蕭詧は西魏へ亡命し、保護されていたが、この蕭詧こそ梁の正統であるという名分のもと、承聖3年（554年）に西魏は江陵を攻め、元帝を殺害した。西魏の傀儡である蕭詧は即位（後梁の宣帝）するが、建康側はこれを認めず、王僧弁は陳霸先らとともに晋安王蕭方智（敬帝）を擁立し、太宰となった。
いっぽう、西魏と対立する北斉は、侯景の乱の頃（当時は北斉ではなく東魏）に捕らえていた元帝の従兄弟の蕭淵明（閔帝）を梁に送還し、皇帝とするよう迫った。江陵奪回のため、北斉との連携が不可避と考えた王僧弁は、淮南割譲および蕭方智の立太子を条件として、これに応じたが、あくまで蕭方智を皇帝に推す陳霸先と対立。承聖4年（555年）9月、陳霸先に攻められ、建康で敗死した。ライバルを倒した陳霸先は2年後、敬帝から禅譲を受け陳の武帝となったが、王僧弁の残党は各地で反抗し、結局陳は弱体化を免れ得ず、南朝最後の王朝となる。

## 子女
- 王顗
- 王頒
- 王頠
- 王顒
- 王頍

## 伝記史料
- 『梁書』巻45 列伝第39
- 『南史』巻63 列伝第53